# Інокентій VI
Інокентій VI (лат. Innocentius; 1282/1295—12 вересня 1362) — сто дев'яносто восьмий папа Римський, понтифікат якого тривав з 18 грудня 1352 до 12 вересня 1362 року, п'ятий папа періоду Авіньйонського полону. Народився на хуторі Ле-Монт у Ліможі (зараз частина комуни Бейсак, департаменту Коррез). Після вивчення цивільного права у Тулузі був призначений спочатку єпископом Нуайонським (1338—1340), а потім єпископом Клермона. Був радником короля Франції Карла VI, а також пером Франції. Світське ім'я Етьєн Обер (фр. Etienne Aubert).

## Понтифікат
1342 року був призначений кардиналом. Після смерті Климента VI його було обрано папою. Політика Інокентія VI вигідно відрізнялась від лінії поведінки інших пап періоду Авіньйонського полону. Він здійснив багато реформ у церковному житті. За допомогою свого легата кардинала Альборноса спільно з Кола ді Рієнцо мав намір відновити порядок у Римі, де 1355 Карла IV (1346–78) за згодою Папи було короновано імператором Священної Римської імперії.
Саме завдяки його зусиллям було розірвано договір у Бретіньї (1360) між Францією та Англією. За часів його правління візантійський імператор Іоанн V Палеолог (1341–47, 1354–76, 1379–90, 1390–91) пропонував підпорядкувати грецьку церкву Святому Престолу за умови надання папою допомоги в боротьбі з Іоанном VI Кантакузином (1347–54). Проте, ресурси папи на той час були незначними, а тому він не зміг пристати на таку вигідну пропозицію.

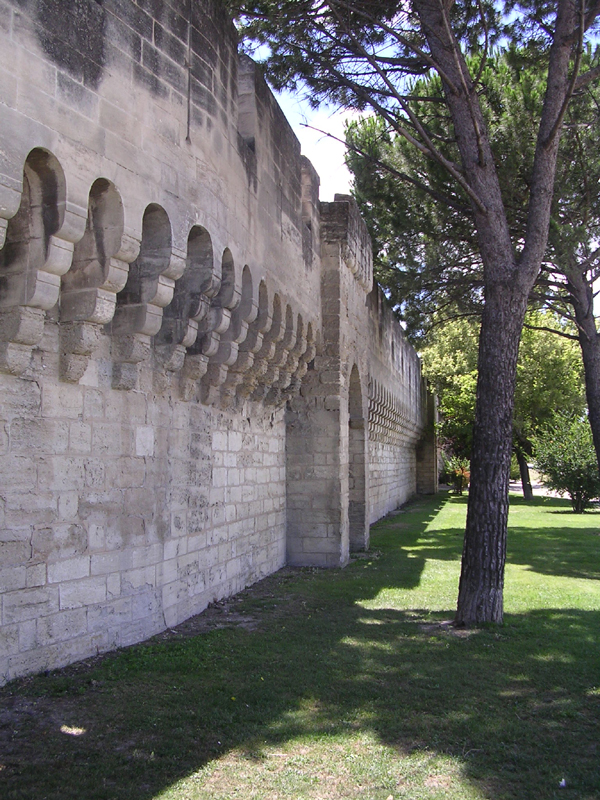
Мури Авіньйону, зведені Інокентієм VI збереглись до наших днів

Значна частина багатства, зібраного папами Іваном XXII і Бенедиктом XII була витрачена за часів правління Климента VI. Інокентій VI економив навіть на зменшенні чисельності своєї капели з 12 осіб до 8. Він був змушений продавати твори мистецтва, зібрані раніше. Під час його правління в Італії тривала війна, багато коштів витрачалось на відновлення Авіньйону після епідемії чуми.
Інокентій VI вважається ліберальним папою. Він помер 12 вересня 1362 року. Його могила збереглась у картезіанському монастирі у Вільнев-лез-Авіньйон.